# Ismail Khel
Ismail Khel (en ourdou : إسماعيل خیل) est une petite ville pakistanaise située dans le district de Bannu, dans la province de Khyber Pakhtunkhwa. Elle tire son nom de la tribu pachtoune Ismailkhel.
La ville compte 5 678 habitants selon le recensement de 2017. Elle est située à moins de dix kilomètres au sud de la ville de Bannu.
Ismail Khel est le lieu de naissance du président de la République Ghulam Ishaq Khan.